# Frenum piercing

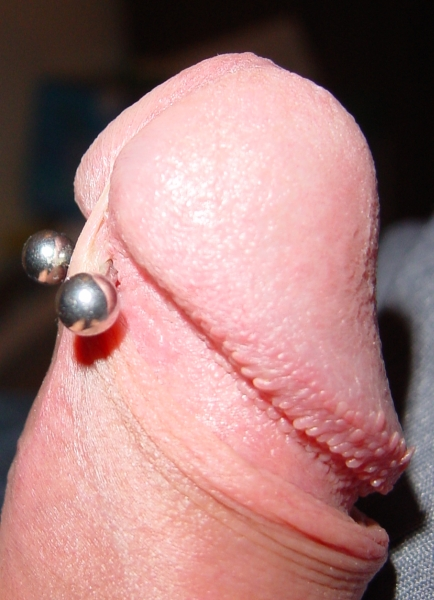
Frenum piercing

Um frenum piercing é um tipo de piercing localizado na parte inferior do eixo do pênis.

## Colocação
Os frenum piercings são quase sempre colocados perpendicularmente ao eixo do pênis. O furo pode ser através do freio que liga a glande do pênis ao eixo, ou em qualquer lugar mais abaixo do corpo do pênis. Menos comumente, os frenum piercings podem ser colocados na parte superior, ou mesmo dos lados do corpo do pênis.

## Cicatrização
Frenum piercings geralmente requerem de duas a cinco semanas para cicatrizar completamente. Dependendo da localização pode ser uma perfuração de superfície, devido a grande circulação na área e a natureza de cicatrização rápida do pênis, os frenum piercings raramente são rejeitados se perfurados corretamente, embora possam migrar.

## Jóias
Tanto as jóias captive bead ring como os barbells podem ser usadas na perfuração, tanto como uma jóia inicial e de forma contínua. Às vezes, quando os anéis estão gastos, o diâmetro do anel é escolhido especificamente para que o anel pode ser usado circundando o pênis. Uma grande variedade de dispositivos de castidade fazem uso de frenum piercings, como parte do fetiche ou BDSM atividades.